# バカッター
バカッターは、日本のインターネットにおいて誕生したTwitter（現X）やTikTokなどの利用者による行為の様相を表すインターネットスラング。「馬鹿」と「Twitter」のかばん語。
Twitterの利用者が投稿（ツイート）を通して自らの犯罪、詐欺、嘘、その他の反社会的行動をSNSへ晒け出すことで承認欲求を満たそうとする行為を指す。2013年はバカッターに該当する投稿が数多く行われ、同年8月25日の産経新聞ではこれらの現象を一面で報じ、また「バカッター」の語が「ネット流行語大賞 2013」の4位となった。
投稿が公憤を買うような文章や画像、動画であるから炎上することが多い。アルバイトなど勤務先での「バカッター」行為は「バイトテロ」とも呼ばれる。2023年にはTwitter以外のTikTokやInstagramなど各種SNSにおける客の行き過ぎた承認欲求による、各種店舗へ対する損害行為が問題になっている。

## 概要
Twitterの利用者が投稿するツイートに内容のひどいものが多く見つけられ話題になったことから「バカッター」という造語が広まった。中には個人名を出した上で、非行や犯罪行為を自慢する自己顕示欲のある者などが存在する。
たとえ当該投稿を削除しても、キャプチャされた画像（スクリーンショット）や、検索エンジンのサーバー（インターネットアーカイブなど）に残ったキャッシュが永久に残り続け、これらの写真や動画に写り込んだわずかな情報（背景、周囲の建造物など）を元に第三者が住所・氏名・学校などの個人情報を特定し、晒し上げることで誹謗中傷がインターネットに拡散される。
また、訴訟・失業・停学・退学や損害賠償により、その人あるいは周囲の人生を大きく変えてしまうケースが少なくない。
2019年からは、投稿する場がTwitterからInstagramやTikTok、及びYouTube等の動画配信サイトに移ったことから、バカッターから転じて「バカスタグラム」や「バカトック」という言葉が生まれているが、言葉が定着したこともあり投稿先のSNSの種類にかかわらず「バカッター」の名称を使うメディアも多い。

## 分析
インターネット上で犯罪行為を告白するユーザーの多くはITリテラシーやネットワークの知識が低く、ネットに不慣れな者が多い。このようなユーザーは、次のような者が多い。
- インターネットが完全な「匿名」だと思い込んでいる
  - 掲示板やSNSの運営側にリモートホスト・IPアドレスが記録されていること、それらの概念やインターネットの仕組みを理解していない。サイトによっては、個人の第三者でも大まかに地域やプロバイダが特定できることを理解していない。たとえ顔を隠しても、写真や動画のわずかな情報（投稿者の声、体格、服装、周囲の背景や建造物など）からでも居場所と個人情報を特定できることを知らない。
  - 自分のプライバシーと個人情報が発覚したら、どんな危険が及ぶかを理解していない。
- SNSなどインターネット上記に投稿した写真や動画は身内のみならず、全世界に公開されることを理解していない。
- 自身の当該投稿を削除しても、検索エンジンのサーバに残ったキャッシュが一定期間残り、削除前の投稿をスクリーンショットや動画で保存でき、それらは永久に残り、拡散され続けることを知らない。
- 近年のSNSによる炎上ではストーリー機能（英語版）を利用している事が多く、この機能は24時間で動画が消える仕様のため、不適切な行動を取ったという証拠が残らないと思い込んでいる。

加えて、TwitterやInstagram、TikTokではスマートフォンで手軽に動画を投稿できるため、動画投稿の敷居を著しく下げている。これもバカッターの発生原因のひとつとして考えられている。内容に問題がないかを投稿前にゆっくりプレビューする者が少ないツイッターでは特に顕著である。

### バカッター騒動
7月から8月の夏休みシーズンでは、時間が有り余った若者が増えることによってバカッターが続出するという分析もある。この現象はバカッター騒動と総称されることもある。
バカッター騒動によって被害を受けた店舗が多額の損害を受けたり、最悪の場合は自主廃業となった実例がある。また、被害者である企業が証券取引所に上場していた場合、該当企業の株価が下落し、株主にまで被害を与えた事例もある。この中には騒動によって直接的および間接的に危害を加えたバカッターユーザーに対して、民事の損害賠償を請求する（または雇用契約の締結時に「故意および過失で損害を与えた場合、損害賠償を請求する」旨の誓約書を書かせる）企業も出ている。
ブロンコビリーで発生した事件（後述）に関して、刑法学者の板倉宏は「（店側は）2000万円ほど請求してみるのもいい。実際に取れるのは500万円ほどになると思う」と意見を述べた。
中学生の場合は高校への進学の道が断たれるのに加え、高校・大学生の場合は退学処分になるだけで済まず、正社員・非正規従業員の場合も懲戒解雇に至った例もある。
ジャーナリストの井上トシユキは、2013年の夏の騒ぎの過熱について、
- 元来、PCでしか投稿できなかったSNSだが、スマートフォンの普及により、写真を撮ってすぐにツイートしやすくなったこと
- 他者のツイートに触発されてさらに過激な内容をツイートすることで「リツイート」や「いいね」の件数を稼ごうとする競争意識や承認欲求が働いたこと
- 折しも夏休み期間で、うかつなツイートをしたりそれを拡散したり糾弾したりするのに格好の時間的余裕が生じていたこと

の3つが相乗的に影響したためだと分析している。
一方、太田肇は、不適切な画像や動画を投稿する行為が承認欲求によるものであることを説明している。

## 問われる罪と罰
実行者は、刑事裁判では威力業務妨害罪と器物損壊罪、民事裁判では損害賠償請求がなされる。実行者の仲間として当該動画を撮影した者は、刑事では偽計業務妨害罪、民事では偽計業務妨害罪や器物損壊罪に該当する行為で企業へ与えた経済損失に基づく損害賠償を請求されうる。

## 日本における主なバカッター事件
- 2013年
  - 5月 - 國學院大學に通う男が個人情報を公表したアカウントで、自身の肛門に公園の水道の蛇口を差し込んだ様子を投稿。ネットユーザーが本名や大学名を特定、9月2日に大学が在学生であることを確認して公式サイトに謝罪文を掲載し、厳正な処分を下す方針を明らかにした[18]。
  - 6月24日 - バーガーキングのアルバイト店員が、床に転がった大量のバンズの上に寝転がっている写真をSNSにアップした。バンズは、発注ミスで大量に廃棄せざるをえなくなったものだといい、撮影後に廃棄され客に提供した事実は一切ないとしている。会社はこの従業員と店舗に「厳重な処分」を下したという[19]。
  - 7月頃（推定） - ほっともっとのアルバイト従業員とみられる男性が、店舗内の冷蔵庫に入って撮影した写真がツイッターに投稿されていた。写真では、食材などが保管されている冷蔵庫に男性が入り込んでおり、「今日暑くね？」というコメントとともにツイッターに投稿されていた。また店内で撮影したとみられる、食材を弁当箱に不自然に詰めた画像も投稿していた[19]。
  - 7月20日（推定） - 神戸市営地下鉄大倉山駅とみられる駅で、線路内に男4人が侵入しその様子を仲間が撮影して投稿。神戸市交通局は兵庫県警察に相談し、侵入者の特定を開始した[20]。
  - 7月23日 - 京都在住とみられる学生数人が、コンビニエンスストアのアイス冷蔵庫に入り1人がその映像を投稿し、投稿者の本名や学校名がネット上に出回った[21]。
  - 8月5日 - ブロンコビリー梅島店のアルバイト店員が、別の同店のアルバイト店員が店内の冷蔵庫に入っている様子を投稿。同店は閉店し、ブロンコビリーはアルバイト店員に損害賠償の請求を検討している[22]。
  - 8月9日 - 多摩市のそば屋・泰尚で多摩大学に通うアルバイト店員が、業務用の食器洗浄機や冷蔵庫に寝そべった状態で入りながらはしゃぐ様子を撮影した写真をTwitterに投稿した[23]。この事件が原因で泰尚は営業停止、10月9日には破産手続き決定を受け、廃業に追い込まれる事態となった。同12月、泰尚の社長から日経ビジネスに送られたファクスには、「彼らのやったことは一生許すことはできない」「その親達にさえあきれるばかり」と綴られていた[24]。
  - 8月18日 - ピザハットのアルバイト従業員が閉店後にピザ生地を顔に張り付け8月18日にその写真を投稿。店から懲戒解雇処分を受けた[25][26]。
  - 8月19日 - フードスクエアガーデン前橋店で学生がアイスクリーム用の冷凍庫に寝そべった様子を投稿。この学生は21日付で退学処分となったほか、店側はアイスクリーム類全てを撤去、ケースを清掃・消毒し、指定した期間にアイスクリーム類を購入した客に返金することとなり、被害額確定後に警察に通報する方針を明らかにした[27]。
  - 8月25日 - ピザーラ東大和店の従業員が、キッチンの冷蔵庫やシンクに入ってピースサインをするなどの悪ふざけを行い、その写真を投稿した。同店は営業停止、保存食材の廃棄、冷蔵庫などの清掃を行うこととなり、運営会社の株式会社フォーシーズは店員に厳正な処分を課す方針を明らかにした[28]。
  - 8月25日 - 北海道釧路町の当時19歳の男らがパトロールカーの屋根やボンネットによじ登り、それを撮影した画像付きでTwitterに「中2病だから みんなでパトカー荒らしてきたぜ」と投稿。通報を受けた北海道警察がパトカーを調べたところ、屋根に10cmから20cmの傷が見つかったため、器物損壊の容疑で現行犯逮捕された[29][30]。
  - 9月3日 - しまむら苗穂店にて客の女が「購入した商品に穴が開いていた」として、店までの交通費を要求するとともに店員2人に土下座をさせ、その写真を実名付きで投稿。21日頃からネット上で話題となりテレビでも報じられた。店員は9月下旬に被害届を出したことから、女は10月7日に強要容疑で逮捕された。客の女は容疑を否認している[31]。
  - 9月19日23時過ぎ頃 - 山口大学医学部の学生数人が宇部駅の線路内に立ち入り、その様子を別の学生がそれを撮影して投稿した。関係した学生数人は、JR西日本に謝罪して25日から謹慎となり、大学は「事実確認を行い、厳正に処分したい」とコメントした[32]。
- 2014年
  - 1月11日 - 大分県のジョイフル別府鶴見店で客がタバスコの瓶を鼻に入れ、翌日その写真を投稿。この客の個人情報が発覚する事態となった[33]。
  - 11月3日 - 石川県の加賀市の職員が勤務先等を明らかにしたアカウントで、仕事の不平不満や同僚の悪口等の書き込みをおこなっていたところ、ネットユーザーが探偵ファイルに情報を提供し記事となった[34]。同記事によれば、探偵ファイルの問い合わせに対して、加賀市役所は当該職員の調査等は行わないという趣旨のことを述べたとのことだった。その後、加賀市役所は問い合わせに対し同年12月3日に加賀市長宮元陸名で「お問い合わせの件に関しては、その経過を含め、事実関係を調査のうえ、当該職員に対して、口頭厳重注意処分としております。」と回答した[35]。
  - 12月6日1時頃 - 男1人・女2人の3人組が滋賀県内のボウリング場を訪れ、女2人が未成年であることに気付いた店員が女2人に年齢確認を求めると、これに怒った男が「前に来たときはそんなこと聞かれなかった」「未成年と分かってて受付通したのか」などと罵倒し、さらに「土下座して謝らないと店のものを壊す」と脅し、女2人も「はよ、やりいさ」などとはやし立て、女1人が店員の土下座の写真を投稿。これを見たネットユーザーが滋賀県警に通報。また、土下座を強要された店員も被害届を出し、3人は翌年1月19日に強要容疑で逮捕された。男は起訴され大津地方裁判所にて懲役8か月の実刑判決を受け、女2人は家庭裁判所に送致された。また、投稿者の氏名や出身中学などの個人情報が、インターネット上に晒された[36]。
- 2016年
  - 8月ごろ - イタリア料理店のサイゼリヤにて、ドリンクバーを注文せずにドリンクバーに備え付けのガムシロップ・スティックシュガー等を大量に使用し、乳酸菌飲料のカルピスに似た飲み物を作る「0円カルピス」をツイッター上に投稿するものが相次ぎ、問題となった[37]。
  - 9月 - ラウンドワン横浜西口店にて、高校2年生の少年がミニバイクに乗ったまま店内を走行する動画を投稿。同店は被害届を提出し、少年は9月29日に神奈川県警察に逮捕された[38][39]。
  - 12月 - 愛知県の常滑市のサークルK(当時は株式会社ファミリーマートが運営)で、閉店後に豊嶋悠輔こと通称「おでんツンツン男」がレジ前に陳列されたおでんをつつく動画を投稿した。男は威力業務妨害の疑いで逮捕され、撮影していた女も書類送検された[40]。
- 2017年
  - 1月13日 - 北九州モノレール平和通駅にて男子中学生が軌道上に立ち入り、喫煙している動画を投稿した。監視カメラで侵入に気付いた運転士が車両を緊急停止させ、上下線7本に最大8分の遅れが生じ乗客約400人に影響した[41]。
  - 8月2日 - 未明から早朝にかけ沖縄県の糸満市西崎の沖縄ファミリーマートで、上半身裸の男が氷菓のショーケースの中に服を投げ入れたり、ケースを乗り越えたり別の男がケースの中に入ったりして、この様子を一緒にいた仲間が撮影・投稿した。男2人は、未成年とみられている。沖縄ファミリーマートは同日沖縄県警察糸満警察署に被害届を提出し、夜には商品の全品撤去と廃棄を決めた[42]。
- 2018年
  - 3月下旬 - マツダスタジアムで行われていた広島東洋カープ対中日ドラゴンズのNPB公式戦で、試合を感染していた中日ファンの男性が「くったばれ 死んじまえ 原爆落ちろカープ」などと不適切な野次を飛ばし、その様子を収めた動画が同年4月頃に拡散した[43][44]。この問題行動を受け、中日側は4月4日以降、ナゴヤドームの大型ビジョンや場内アナウンスで、チームや個人を傷つける発言をやめるよう注意喚起を始めた。広島県原爆被害者団体協議会の箕牧智之副理事長は「何げないやじだと思ったのかもしれないが、これは差別的で悪質な発言だ。被爆者の胸に大きく突き刺さっている。今後は正々堂々と応援してほしい」と求めた。
  - 11月13日 - 愛知県のTSUTAYA荒尾店に勤務していたBTSファンのアルバイトの女性従業員が、BTSの悪口を言ったという客に腹を立てTwitterに「個人情報を取り扱う仕事上、名前から性癖まで暴露可能だ」と投稿。この騒動を受け、TSUTAYAは公式サイトで謝罪した[45][46]。
- 2019年
  - くら寿司守口店に勤務していた上田安子服飾専門学校に通う学生とその友人計2名のアルバイトが生魚をゴミ箱に放り込み、その魚を再び調理する様子を撮影、投稿した。くらコーポレーションは2月6日に謝罪した。ネット上でくら寿司に対する不買運動が発生しただけでなく、株価大暴落を起こし、時価総額で27億円の損失を出す事態となった[10][47]。くらコーポレーションはこのアルバイト従業員2人を2月8日付けで懲戒解雇処分としたと同時に、多発する飲食店での同様の事件への抑止力とするため刑事と民事での法的措置を取ることを明らかにした[48]。
  - 2月7日 - セブン-イレブン横浜高島台店に勤務していた玉川大学に通うアルバイト2人が商品のおでんの白滝を口に含み吐き出した後「パンケーキ食べたい」という夢屋まさるのネタを披露する様子を撮影、投稿した。オーナーはこの2人を2月9日付けで懲戒解雇処分とした上で、法的措置を含む処分を検討していることを発表した[49]。
  - 2月16日 - 大戸屋りんくうシークル店に勤務していたアルバイトが、下半身丸出しでお盆を陰茎に当てその様子を他の店員2人とその仲間が撮影して投稿。大戸屋は動画で使用されたお盆を廃棄し、この3人を2月18日付けで懲戒解雇処分とした上で法的措置を検討していることを発表した。しかし、今回の動画を別のSNSに投稿した人物の特定には至っていない[50]。
- 2021年
  - 4月 - 大分県の焼肉店韓国苑で、別府大学に通うアルバイト従業員4人がソフトクリームを機械から直接、口に入れて遊ぶ動画を撮影していた。SNSに投稿した後、インターネットで流出し、同社は4人を懲戒解雇にした[51]。

- 2022年
  - 7月24日 - 高松空港前の市道で1時40分頃に、男女6人のグループが、乗用車計5台をV字型に停車させ、付近の交通を妨害。グループのうち1人がこの様子を撮影し、Twitterに投稿していた。投稿はインターネット上で拡散され、香川県警察に相次いで通報が寄せられた。県警は10月6日に、このグループを道路交通法違反容疑で書類送検した[52]。

- 2023年
  - 1月2日 - JR東日本中央本線（中央東線）鳥沢駅付近の線路に置き石したとの投稿が、置き石の様子を映した写真と共にTwitter上でなされた。また、この後には、投稿者と見られる男性が「誤解を招くような投稿はこれから避けていきたいと思います」と謝罪する音声も投稿された。問題の投稿は削除されているが、映像は拡散し続けており、インターネット上では批判が殺到している。同社八王子支社では、山梨県警察から問い合わせがあったとしつつも、正確な情報は把握できていないとしている[53]。
  - 1月中旬 - ホームレス（路上生活者）に嫌がらせをする動画を撮影する目的で少女など2人がホームレスの女性に対して食べ物を奢ると騙した上で名古屋市中区のコンビニエンスストアに連れて行き、会計を行う直前で買い物かごに商品を入れたままの女性を置き去りにしたとして、愛知県警中警察署は建造物侵入の疑いで2人を書類送検した[54][55]。
  - 1月25日 - セブンイレブン東与賀下古賀店で、高校生の店員らがフライドポテトをつまみ食いする行為や店内で悪ふざけをする動画をスマートフォンで撮影し、TikTok及びTwitterに投稿した。同社は全員18歳未満であることを理由に詳細を明かしていないが、該当者は全員退職した[56][57] 。
  - 1月31日 - 福岡県内の高速道路料金所と思われる所で自動車のボンネットに人を乗せたまま走行している動画がSNSに投稿された。警察は道路交通法違反の疑いで捜査を進めている[58][59]。
  - 1月頃 - 複数の外食チェーン店において、客の迷惑行為の動画がSNS上にアップされ、拡散される事件が相次いで発生した[60]。中でも、岐阜県立岐南工業高等学校に通っていた容疑者が回転寿司チェーンのスシローで、しょうゆボトルや湯のみを口でべろべろ舐めまわす、指に唾を付けて流れてくる寿司にさわるという迷惑行為を行っており、当事者とその保護者が謝罪したが、スシロー側は謝罪を拒否し、刑事・民事両面から法的措置を取ることになった[61]。
  - 2月初旬 - 前月に続き、外食チェーン店（回転寿司・焼肉店・牛丼店・カレー店・中華料理店）やスーパーマーケット、カラオケ店での迷惑行為の動画がSNS上にアップされ、拡散される事件が相次いでいる[62][63][64][65][66][67][68]。スーパーマーケットやカラオケ店では火を用いた迷惑行為がSNS上に投稿されており、カラオケチェーンのまねきねこはソフトクリームマシーンやスプレー缶を用いた迷惑行為に対し声明を出した[63][69][70]。
  - 2月3日 - 愛媛県議会副議長の古川拓哉が、自身の街頭活動などをInstagramで紹介する際に、「見かけたら是非クラクションなどリアクションを宜しくお願いします」などと投稿し呼び掛けていたことが判明。古川は読売新聞からこの件で取材を受けたことを受け「認識不足だった」として投稿を修正した。道路交通法では、クラクションの吹鳴について、危険回避以外の目的で行うことを禁止しており、愛媛県警察は、古川の投稿内容が道交法違反の教唆に該当する可能性があると指摘している[71]。
  - 2月4日 - JR四国予讃線の伊予大洲駅から西大洲駅間で、男が建物の屋上駐車場から、工事現場などで使われるポールを線路上に向かって投げ入れる事件が発生し、SNS上に動画がアップされた。JR四国では、列車の運行に支障がなかったとしながらも、愛媛県警に被害届を出すことを検討している[72]。
  - 2月6日 - 東京ディズニーセレブレーションホテルの派遣社員がホテル内のレストランにてジュースを手にふざけている動画を撮影し、SNSに投稿・拡散した。同ホテルの運営会社であるブライトンコーポレーション（オリエンタルランド傘下）は事実を認めた上で再発防止に務めるコメントを出した[73][74]。
  - 2月9日 - コンビニエンスストアとみられる店内において、男性がコピー機の読み取り面に顔を密着させてプリントを作る様子を撮影した動画がSNS上に投稿・拡散した。セブン&アイ・ホールディングスは「動画の内容からセブン‐イレブンの店舗だと推測出来る」とした上で「この様な使用は想定しておらず、印刷の際に強い光が発生することから安全面でも問題がある」として、適切な使用を呼び掛ける事態になった[75]。
  - 6月 - 島根県松江市内の足湯施設にて、同市立中学校の生徒が衣服を着たまま湯船に全身を漬かる様子を撮影した動画がSNS上に投稿・拡散した。松江市教育委員会は同中学校を通して、該当生徒を指導すると共に施設所有者に謝罪したことを発表した[76][77]。
  - 6月25日 - 東海道新幹線の車内で裸足の状態でテーブル上に足を乗せる写真がツイートされた。この投稿に対しては「衛生面で非常識」「マナーがなっていない」「そのテーブルでお弁当を広げると思うと…」などの批判が相次いだ。東海道新幹線を運営するJR東海は、マナー上のことであり「強制」ではなく「お願い」であるとした上で「他のお客様の迷惑となる行為は控えて頂きたい」との呼び掛けを行った[78]。
- 2024年
  - 3月18日 - 神戸大学のバドミントン同好会に所属する学生が合宿先とみられる旅館において、天井や障子などの備品を破壊している様子を撮影した動画がSNS上に投稿され、拡散した。神戸大学は関係者への聴取などから迷惑行為が確認できたとして、公式ホームページに謝罪文を掲載した[79][80][81]。
  - 4月28日 - 衆議院議員の武井俊輔がSNSに投稿した宮崎県内を移動中に撮影した画像の中で秘書が運転していた自動車の速度表示が制限速度を上回る「91」だったことが判明。同議員の事務所は後日宮崎県警察に申告すると同時に謝罪した[82][83]。
  - 12月13日 - タビオが運営する靴下ブランド「靴下屋」の公式Xアカウントで従業員がストッキングの強度に関する不適切ポストを行いタビオは謝罪した[84]。
- 2025年
  - 6月6日 - JR東海は、同社の30歳代の男性運転士による不適切行為があったと発表。この男性運転士は、車掌時代の2021年8月21日に、乗務中の飯田線為栗駅において、自分の氏名が入った私物の看板を運転席から見えるように掲げた上、方向幕の列車種別表示を「普通」から「試運転」に勝手に変更してホーム上の知人に撮影させた。また、運転士になった後の2024年2月には、東海道線で回送列車を運転中に、三河三谷駅 - 三河大塚駅間において、同様に氏名入り看板を掲げた上、方向幕の表示を「快速」「中部天竜」に勝手に変更し、線路沿いから知人に撮影させた。この運転士は2025年2月に、これらの写真をXに投稿。5月に入って同社のウェブサイトに、不適切投稿があるとの連絡があり発覚。同社はこの運転士の懲戒処分を検討している[85][86]。
  - 6月下旬 - TikTokにて、「AEON」のロゴがある車椅子で遊んだり、イートインコーナーにあるテーブルの上に座りながら笑う様子を撮影した動画が投稿された。イオンはこのような事案については警備員や店員が巡回する際に注意をする案件とした上で「車椅子を必要とする方が探すこと無く、すぐに使用いただけるよう、来店客にも協力して頂きたい」とのコメントを出した[87]。